# ミャオ語派
ミャオ語派またはモン語派（Miao languages, Hmongic languages）は、モン・ミエン語族に属す語派である。ミャオ族によって話される多くの言語が属す。

## 分類
en:Martha Ratliff (2010:3).による分類。
- ミャオ語派
  - 巴哼語(パフン語) –話者数：32,000人
  - 優諾語
  - (Main branch)
    - 炯奈語 および 畲語(シェ語) – 2,000
    - (Core Hmongic)
      - 西ミャオ語群(川黔滇方言)
        - モン語(川黔滇次方言/第一土語(Hmong)[cqd]狭義のミャオ語) – 2,700,000
        - A-Hmao(大花苗) – 300,000
        - 布怒語(プヌ語) – 290,000
        - (その他多くの言語– 計610,000)

      - 北ミャオ語群(湘西方言) (Xong (Qo Xiong)) – 900,000
      - 東ミャオ語群(黔東方言) (Hmu) – 2,100,000